# Ditrichophora tacoma
Ditrichophora tacoma är en tvåvingeart som beskrevs av Cresson 1924. Ditrichophora tacoma ingår i släktet Ditrichophora och familjen vattenflugor. Inga underarter finns listade i Catalogue of Life.